# Grève des transports en Espagne en 2008
 (mars 2023).
Si vous disposez d'ouvrages ou d'articles de référence ou si vous connaissez des sites web de qualité traitant du thème abordé ici, merci de compléter l'article en donnant les références utiles à sa vérifiabilité et en les liant à la section « Notes et références ».
La grève des transports en Espagne en 2008, a commencé le 9 juin de la même année, en étant secondée par une grande partie des routiers espagnols, en plus des pêcheurs. Le motif de la grève était l'augmentation du prix du gazole, qui a provoqué un grand nombre de pertes financières dans les secteurs du transport et de la pêche.